# الدوري المغربي لكرة القدم 1968–69
الدوري المغربي لكرة القدم 1968-1969 هو الموسم 13 من البطولة الوطنية المغربية لكرة القدم . يتنافس خلاله 16 من أفضل الأندية الوطنية المغربية.توج بهذا الموسم فريق الوداد البيضاوي .